# Piikani 147
Piikani 147, anciennement Peigan 147, est une réserve nord-amérindienne des Pikunis située au Canada dans la province de l'Alberta à 61 km à l'ouest de la ville de Lethbridge.

## Annexe